# Unforgiven (1999)
Unforgiven (1999) foi um evento de luta profissional em formato pay-per-view produzido pela World Wrestling Federation (WWF) e patrocinado pela publicadora de jogos Wizards of the Coast, que ocorreu em 26 de setembro de 1999, no Charlotte Coliseum em Charlotte, Carolina do Norte. Este foi o primeiro evento da cronologia do Unforgiven e o décimo pay-per-view de 1999 no calendário da WWF.

## Resultados
| No. | Resultados | Estipulação                                           | Tempo |
| --- | --- | ----------------------------------------------------- | ----- |
| 1   | Val Venis derrotou Steve Blackman                                                                                            | Singles match                                         | 6:32  |
| 2   | D'Lo Brown derrotou Mark Henry                                                                                               | Singles match pelo WWF European Championship          | 9:14  |
| 3   | Jeff Jarrett (c/Miss Kitty) venceu Chyna por DQ.                                                                             | Singles match pelo WWF Intercontinental Championship  | 11:51 |
| 4   | The Acolytes (Faarooq e Bradshaw) derrotaram The Dudley Boyz (Bubba Ray e D-Von)                                             | Tag team match                                        | 7:30  |
| 5   | Ivory venceu Luna Vachon | Hardcore match para manter o WWF Women's Championship | 3:39  |
| 6   | The New Age Outlaws (Mr. Ass e Road Dogg) venceram Edge e Christian                                                          | Tag team match pelo WWF Tag Team Championship         | 11:09 |
| 7   | Al Snow (c/Head) derrotou The Big Boss Man                                                                                   | Kennel from Hell Match pelo WWF Hardcore Championship | 11:40 |
| 8   | X-Pac venceu Chris Jericho (c/Curtis Hughes) por DQ                                                                          | Singles match                                         | 13:10 |
| 9   | Triple H derrotou The Rock, Mankind, Kane, The Big Show e The British Bulldog (c/Stone Cold Steve Austin como juiz especial) | Six-Pack Challenge pelo vago WWF Championship         | 20:24 |